# 彭遵泗
彭遵泗（?—?），字磬泉，四川眉州丹稜人（今四川丹稜縣人）。清朝翰林，歷史學家。

## 生平
自幼為神童，七岁在河邊洗手，随口吟出“素手濯长渠，扬波混太虚。还将指上沥，惊散水中鱼”。雍正十三年（1735年）乙卯科四川鄉試第一名舉人。乾隆二年（1737年）進士，官翰林院編修。乾隆七年（1754）擢兵部员外郎。十五年（1750）外放甘肃凉州（今甘肃武威县）同知，十七年（1752）转调湖北，署黄州府（今湖北黄冈）同知，十九年（1754）再改江防同知。有政绩。乾隆二十一年（1756），辭官归里。
與兄彭端淑、彭肇洙皆是進士，同有文名，有「丹稜三彭」之稱。
遵泗著《蜀碧》一書，共四卷，內容為張獻忠軍在四川的活動，起自崇禎元年，止於康熙二年，《蜀碧》中所引證的書目幾乎收盡了當時記載張獻忠據蜀的所有史料，包括《明史》、《明史綱目》、《明史紀事本末》等二十五種。